# Прибаньці
45°27′ пн. ш. 15°15′ сх. д. / 45.45° пн. ш. 15.25° сх. д.
Прибаньці (хорв. Pribanjci) — населений пункт у Хорватії, у Карловацькій жупанії у складі громади Босилєво.

## Населення
Населення за даними перепису 2011 року становило 126 осіб.
Динаміка чисельності населення поселення: